# ياسمين جيسيكا أنتوني
ياسمين جيسيكا أنتوني (بالإنجليزية: Jasmine Jessica Anthony)‏ هي ممثلة أمريكية، ولدت في 28 أكتوبر 1996 في الولايات المتحدة.

## أعمال

### أفلام
- (2002) أمسكني لو استطعت[1]
- (2007) 1408[2]

### مسلسلات
- اسمي إيرل

## وصلات خارجية
- ياسمين جيسيكا أنتوني على موقع IMDb (الإنجليزية)
- ياسمين جيسيكا أنتوني على موقع ألو سيني (الفرنسية)
- ياسمين جيسيكا أنتوني على موقع أول موفي (الإنجليزية)
- ياسمين جيسيكا أنتوني على موقع قاعدة بيانات الأفلام السويدية (السويدية)
- ياسمين جيسيكا أنتوني على موقع قاعدة بيانات الفيلم (الإنجليزية)
- ياسمين جيسيكا أنتوني على موقع كينوبويسك (الروسية)